# 北島雪山

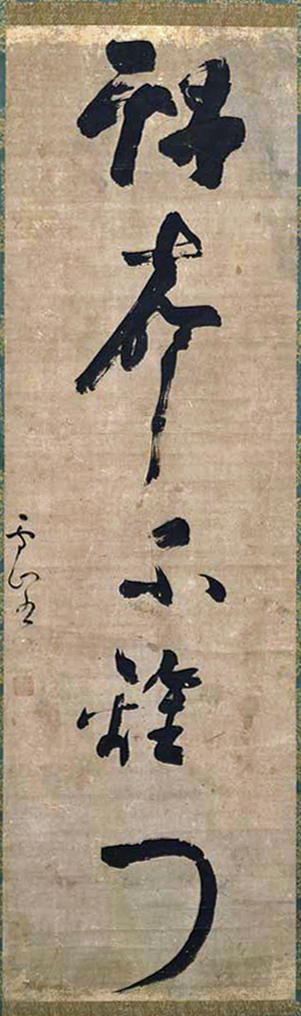
一行書「得聲不離門」 東京国立博物館

北島 雪山（きたじま せつざん、寛永13年（1636年） - 元禄10年閏2月14日（1697年4月5日））は江戸時代前期の書家・陽明学者。黄檗僧などから文徴明の書法を学び、唐様の書風の基礎を築いた。
名は三立、雪山・雪参・花隠・蘭隠・花谿子・蘭隠立・蘭畹等と号した。肥後の人。

## 略歴

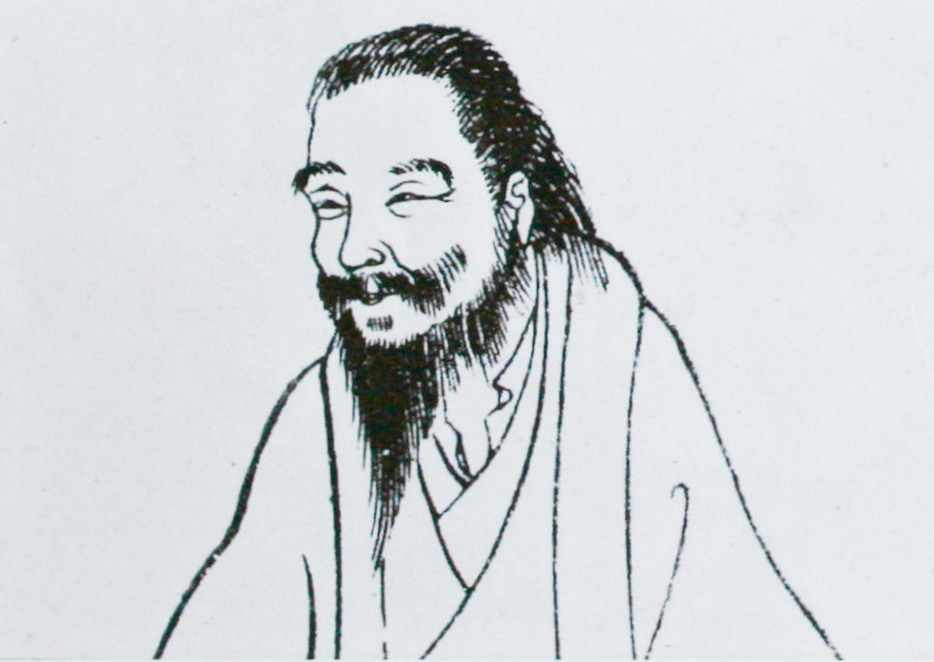
北島雪山

寛永13年（1636年）、肥後熊本藩の儒医北島宗宅の次男として生まれる。北島家は、豊後久住の大友一族志賀能郷を祖に持ち代々三立と名乗った。宗宅はその18代目にあたり合志郷村吉に住した。やがて加藤家の侍医を務めたが加藤家が改易されてしまい、その後は細川家の藩医となった。
幼い頃に日蓮宗妙永寺住持の日収上人より書と朱子学を学んだ。藩主の許可を得て父と共にたびたび長崎に遊学。黄檗僧の雪機定然・独立性易・即非如一や儒者愈立徳に影響を受け、文徴明や趙孟頫の書法を習得した。のちに張瑞図の書風を加える。また愈立徳に師事して陽明学を修めた。
寛文4年（1664年）、熊本藩の儒医として仕官。寛文7年（1667年）には藩主細川綱利に命ぜられて『肥後国郡一統志』編纂に従事。これは江戸時代の最も早い地誌で、中世の肥後を研究する上で貴重な資料となっている。
寛文10年（1670年）、江戸幕府による突然の陽明学禁止令によって熊本藩を追放され、京都・江戸を流浪。延宝5年（1677年）、江戸に出て書家・陽明学者として知られるようになる。とりわけ唐様の書風は評判となり、雪山流を興した。のちに唐様を江戸に広めた細井広沢などが門人となっている。また林鵞峰・木下順庵・人見卜幽ら諸儒と交わった。
雪山は豪放磊落で大酒豪、奇行が多く、権勢を嫌った。伴蒿蹊『近世畸人伝』巻5にも取り上げられている。これによると貧窮で雨漏りがする家の天井にタライを吊し、その下で書を行っていたという。またあるとき太守より中国で額字を作るための草案として大字の揮毫依頼されたが、大筆を所有せず簾の萱をもって筆としたという。
元禄10年（1697年）閏2月14日、長崎丸山に没する。長崎晧台寺に埋葬される。

## 作品
- 『草書唐詩五言屏風』
- 『唐詩六曲屏風』
- 『陶淵明詩巻』